# Sukow
Sukow település Németországban, Mecklenburg-Elő-Pomeránia tartományban. Lakosainak száma 1569 fő (2023. december 31.). Sukow Pinnow és Raben Steinfeld községekkel határos.

## Népesség
A település népességének változása:
| Lakosok száma | 1486 | 1491 | 1521 | 1545 | 1569 |
|               | 2017 | 2019 | 2021 | 2022 | 2023 |